# Strembo
Strembo település Olaszországban, Trento megyében. Lakosainak száma 596 fő (2023. január 1.). Strembo Bocenago, Valdaone, Massimeno, Spiazzo, Vermiglio, Giustino és Caderzone községekkel határos.

## Népesség
A település népességének változása:
| Lakosok száma | 560  | 562  | 596  |
|               | 2017 | 2018 | 2023 |